# 安東尼奧·里維拉
安東尼奧·里維拉·喬達（西班牙語：Antonio Ribera i Jordà，1920年1月15日—2001年9月24日）是西班牙作家、翻譯家、幽浮學家和潛水員，著有數十本書籍。為加泰隆尼亞語作家協會和加泰隆尼亞筆會成員。

## 生平
1953年，他將探險家雅克-伊夫·庫斯托的著作《寂靜的世界》譯為西班牙文。此外他還撰有幾本關於潛水的書籍，被認為是加泰隆尼亞水下活動的先驅。
1979年，受邀至英國，面對上議院25名議員組成的不明飛行物小組發表演說。

## 榮譽
- 1990年，獲加泰隆尼亞政府頒授Creu De Sant Jordi獎章[2]。